# Yo soy Pedro
Pour plus de détails, voir Fiche technique et Distribution.
Yo soy Pedro est un court métrage français écrit et réalisé par Jordan Inconstant en 2014, dont l'histoire repose sur le fait qu'un alien est pris pour un acteur hollywoodien déguisé. Le film a reçu plusieurs prix.

## Synopsis
Quand un alien se crashe devant deux policiers en 1977, ces derniers croient que c'est un acteur et décident de le ramener dans un studio hollywoodien.

## Fiche technique

### Maquillage
Le maquillage est réalisé par Nicolas Fournelle.

## Distribution
Les acteurs suivants ont joué dans le film :
- Didier Forest : Mackenzie
- Kevin Legros : Banks
- Jérémy Pennarubia : l'alien
- Didier Morvan : Pedro
- Jordan Inconstant : le réalisateur
- Caroline Zucca : la scripte
- Michel Lahotte : le producteur
- Evelyne Inconstant : l'opératrice
- Nicolas Fournelle : l'ingénieur du son
- Edwige Inconstant : le chef opératrice
- Claudine Bertin : Maggy
- Choukri Ben Meriem : l'assistant du directeur

## Bande originale
La musique est composée par Sylvain Ott.

## Effets spéciaux
Les effets spéciaux sont réalisés par Hervé Thiau.

## Distinctions
Le film a reçu trois premiers prix (Freedom Short - winter audition, Cannes Short Film Festival, Spotlight Horror Film Festival) et trois nominations.